# Zvezdana kapija SG-1
Zvezdana kapija SG-1 (en. Stargate SG-1) je američka Metro-Goldvin-Majerova naučno-fantastična televizijska serija nastala 1997. godine po istoimenom filmu iz 1994. godine. Snimana je u okolini Vankuvera, u Kanadi u produkciji Bridž Studios-a.
Prvi put je prikazana na 27. jula 1997. godine u Americi i 31. decembra 1997. godine na Seven Netvork-u u Australiji. Prvih pet sezona je bilo snimano i prikazivano na kanalu Šoutime, a od šeste sezone je prebačeno na Sci-Fi Channel.
Producenti su Majkl Grinburg i Ričard Din Anderson, a televizijsku adaptaciju su napravili Džonatan Glasner i Bred Rajt. Sastoji se od 10 sezona i spin-off serije Zvezdana kapija Atlantida. Ušla je u Ginisovu knjigu rekorda kao najduže prikazivana neprekidna serija u 2007. godini sa 203 epizode, prestigavši seriju Dosije iks koja je imala 202 epizode. Ovo fanovi serije Doktor Hu osporavaju jer je ta serija imala ukupno 723 epizode, za što je i dobila nagradu, no zbog prekida u snimanju nije dobila nagradu za najduže prikazivanu neprekidnu seriju.

## Radnja
Radnja serije započinje godinu dana posle radnje filma "Zvezdana kapija" kada se u vojnom kompleksu ispod planine Šajen aktivira zvezdana kapija - tuđinski uređaj koji služi za povezivanje dve planete putem crvotočine. Kroz kapiju prolaze nepoznate osobe koje ubijaju i kidnapuju nekoliko vojnika. Osoblje u bazi pod vođstvom general-majora Džordža Hamonda se nalazi zatečenim ovim događajem i general odlučuje da pozove pukovnika Džeka O' Nila i njegov stari tim. General ima pitanja u vezi misije sa Abidosom i brine se da li je Ra i dalje živ. Džek govori generalu da je Ra sigurno ubijen i zato želi da aktivira kapiju i da kontaktira dr. Danijela Džeksona, profesora egiptologije i člana originalne misije koji je ostao da živi na Abidosu sa svojom ženom Šare i mladićem Skarom.
Džek i stari tim prolaze kroz kapiju sa novim članom tima, majorom Samantom Karter. Na Abidosu, Džek nalazi Danijela i objašnjava mu šta se desilo na Zemlji. Danijel tada pokazuje Džeku zid na Abidosu na kome se nalaze simboli za koje Danijel kaže da su to ustvari koordinate za zvezdanu kapiju. Za to vreme, njihovu bazu napadaju iste osobe koje su napale i Zemlju i kidnapuju Šare i Skaru i odvode ih na nepoznatu lokaciju. Danijel rešava da se vrati kući zajedno sa Džekom i da zajedno nađu Šare i Skaru, za koga je Džek posebno vezan. Nazad na Zemlji, general Hamond posle objašnjenja dr. Džeksona rešava da obrazuje tim koji će istražiti novu lokaciju sa zida na Abidosu. Tim prolazi kroz kapiju i završavaju na planeti koja se zove Čulak i kojom vlada Goa'uld pod imenom Apofis. Kasnije se ispostavlja da su kidnapovane žene ustvari domaćini za Goa'ulde koje su larvastog oblika i parazitiraju tako što zaposednu telo i svest domaćina. Apofis zarobljava tim i baca ih u tamnicu gde su ostali zarobljenici, uključujući i Skaru koji kasnije biva izabran kao novi domaćin za novog Goaulda. Apofis naređuje da se ostali zarobljenici pogube. Tilk, njegov prvi vojnik komanduje vojnicima i Džek mu se obraća sa pozivom za pomoć i da može spasiti sve ove ljude ako mu Tilk pomogne. Tilk se dvoumi ali prelazi na stranu Džeka i oslobađa ga. Zajedno beže od Apofisovih vojnika nazad kroz zvezdanu kapiju i nazad na Zemlju.
General Hamond, slušajući objašnjenje Džeka, Tilka i ostatka tima rešava da aktivira SGC (Stargate Command) i kreira SGC timove čiji je zadatak da putuju kroz kapiju i uspostavljaju saveznike i da se bore protiv Goaulda. Tokom putovanja, nailaze na Tok'ra, takođe Goa'uldi, ali nastali od druge kraljice koja je neprijatelj Ra i ostalih Sistemskih Lordova. Tok're takođe uzimaju za domaćine ljude, ali isključivo uz pristanak osobe. Drugi važan saveznik su Asgardi, tuđini niskog rasta koji su tehnološki mnogo napredniji od Goaulda. Međutim, sa brojem saveznika se povećava i broj neprijatelja, pa se pored Goa'ulda tu pojavljuju i Replikatori, Oriji, i različite modificirane Goa'uldske vojske koje imaju za cilj pokoriti ili uništiti Zemlju.
Bitan faktor za pobedu svih neprijatelja jeste činjenica da su Drevni, odnosno narod koji je sagradio zvezdana kapija, posejali život na mnogim planetama uključujući i Zemlju, na koju su se i preselili nakon suočenja sa izumiranjem i istrebljenjem. Zbog svega toga, neki ljudi poseduju gen Drevnih koji im omogućava da koriste opremu i oružje koje su iza sebe ostavili Drevni.
SGC ima 25 timova a SG-1 je glavni, a njega čine Džek O'Neil, Danijel Džekson, Samanta Karter i Džafa Til'k. U kasnijim epizodama Džek O'Neil biva zamejenjen Kameron Mičelom, a Danijel Džekson jednu sezonu biva zamejenjen Džonasom Kvinom. U desetoj sezoni, timu se trajno pridružuje i Vala Mal Doran.

## Likovi i uloge
U seriji se pojavljuje mnogo likova, no centralni deo sačinjava ekipa tima SG-1, te nekoliko likova iz Stargate centra. Sledi lista najvažnijih likova u seriji:
| Lik                 | Glumac              | Sezona                                                  | Detalji |
| Džek O'Neil         | Ričard Din Anderson | Sezona 1-8 uz povremeno pojavljivanje u sezonama 9 i 10 | Pukovnik Džek O'Neil jedan je od prvih časnika vojske SAD upoznatih sa projektom Zvezdanih kapija. Kao penzionisani pukovnik vazušnih snaga vraćen je na aktivnu dužnost i postavljen za zapovednika SG-1 tima. U 10 sezoni, umesto Džeka vođa jedinice postaje Kameron Mičel. |
|                     |                     |                                                         | |
| Danijel Džekson     | Majkl Šanks         | Sezona 1-5 i sezone 7-10 (uzdignuo se u 6. sezoni)      | Danijel Džekson je arheološki stručnjak u SG-1 timu i odgovoran je za probijanje šifre za prvo putovanje kroz zvezdanu kapiju. Džeksonovo znanje arheologije i davnih civizacija bili su ključni pri prvim kontaktima sa stranim vrstama i raširenim ljudskim kolonijama. |
|                     |                     |                                                         | |
| Samanta Karter      | Amanda Taping       | Sezona 1-10                                             | Samanta Karter je znanstveni stručnjak i astrofizičarka te je odgovorna za dešifriranje sistema adresa Zvezdanih kapija kao i za razvoj kompjutera za zvanje, omogućivši Zemlji da koristi Zvezdana kapija bez upotrebe D.H.D (Dialing Home Device). |
|                     |                     |                                                         | |
| Til'k               | Kristofer Džadž     | Sezona 1-10                                             | Til'k je Džafa, nekadašnji Apofisov Prvi, a sad član SG-1 tima. Većina podataka SG-1 tima o Goa'uldima došla je od Til'ka koji je prebegao Tau'rima (Zemljanima) nakon što je uvideo da on može da bude ključ oslobađanja svog naroda od Goa'ulda. Njegovo ime znači "snaga". Til'k je star više od sto godina i njegova duga služba Goa'uldima mu je omogućila da upozna različite jezike, kulture, oružja, tehnologiju i dr. |
|                     |                     |                                                         | |
| Džordž Hemond       | Don S. Devis        | Sezone 1-7 uz povremeno pojavljivanje u sezonama 8-10   | General Džorž Hamond je glavi i odgovorni u SGC-u. Osoba koja donosi odluke o misijama na koje timovi idu. Nakon 7. sezone, Hemond od Teksasa, kako ga je prozvao učitelj Bra'tak, postaje savetnik za sigurnost Zemlje, te vodi projekte poput Prometeja i Alfa lokacije. |
|                     |                     |                                                         | |
| Džonas Kvin         | Korin Nemek         | 6. sezona uz povremeno pojavljivanje u 5. i 7. sezoni   | Džonas Kvin je civilni naučnik sa planete Kelona. Ima fotografsko pamćenje. Menja Danijela Džeksona u SG-1 timu dok je ovaj bio uzdignut na viši nivo postojanja. |
|                     |                     |                                                         | |
| Kameron Mičel       | Ben Broder          | Sezona 9-10                                             | Cameron Mitchell umesto Džeka O'Neila postaje vođa SG-1 tima u 9. sezoni. Prije nego što će to postati bio je pilot F-302 lovca u toku Anubisovog napada na postaju na Antarktiku. Kada je dobio tu čast da predvodi SG-1 tim, ostali članovi tima su se već bili premestili na nove položaje koji ne uključuju Stargate centar. No Mičel ipak spletom srećnih okolnosti uspe da ponovo okupi staru ekipu.                     |
|                     |                     |                                                         | |
| Henk Lendri         | Bo Bridžiz          | Sezona 9-10                                             | General Major Henk Lendri je nasledio Džordža Hemonda i Džeka O'Neila na mestu zapovednika u Stargate centru. Njegova kćerka je Dr. Karolin Lam koja menja Dr. Dženet Frezijer nakon njene smrti. |
|                     |                     |                                                         | |
| Dr. Dženet Frezijer | Teril Roteri        | Sezona 1-7                                              | Dr. Janet Frasier je glavni lekar u bazi SGC. Pred kraj sedme sezone, Dr. Dženet pogiba na zadatku, a umesto nje dolazi dr. Lam koju glumi Leksa Doig |
|                     |                     |                                                         | |
| Vala Mal Doran      | Klaudija Blek       | Sezona 10 uz povremeno pojavljivanje u sezonama 8 i 9   | Vala Mal Doran je civil, lopov, nekada domaćin Goa'uldu po imenu Quetesh, majka Adrije vođe Orijevske vojske i punopravni član SG-1 tima u 10. sezoni |
|                     |                     |                                                         | |

|  |

## Karakteristike i parametri serije

### Epizode
Serija ima ukupno 203 epizode, podijeljene u 10 sezona, pri čemu se svaka sezona sastoji od 20 do 22 serije. U tabeli ispod navedene su sve epizode po sezonama.
| Stargate SG-1 (sezona 1)  | Stargate SG-1 (sezona 2) | Stargate SG-1 (sezona 3) | Stargate SG-1 (sezona 4) | Stargate SG-1 (sezona 5) | Stargate SG-1 (sezona 6) | Stargate SG-1 (sezona 7) | Stargate SG-1 (sezona 8) | Stargate SG-1 (sezona 9) | Stargate SG-1 (sezona 10) |
| ------------------------- | ------------------------ | ------------------------ | ------------------------ | ------------------------ | ------------------------ | ------------------------ | ------------------------ | ------------------------ | ------------------------- |
| Djeca bogova (1. i 2.dio) | U zmijskom leglu (2.dio) | Pod vatrom               | Male pobjede             | Neprijatelji             | Iskupljenje (1.dio)      | Pad                      | Novi poredak (1. dio)    | Avalon (1. dio)          | Krv i meso                |
| Neprijatelj među nama     | Na dužnosti              | Seth                     | Druga strana             | Prag                     | Iskupljenje (2.dio)      | Povratak kući            | Novi poredak (2. dio)    | Avalon (2. dio)          | Morfeus                   |
| Emancipacija              | Zatvorenici              | Poštena igra             | Poboljšanja              | Uznesenje                | Poniranje                | Krhka ravnoteža          | Lockdown                 | Porijeklo                | Projekat Pegaz            |
| Brokina podjela           | Čuvar igre               | Ostavština               | Raskrsnica               | Peti čovjek              | Zaleđena                 | Orfej                    | Nulti trenutak           | Veze koje vežu           | Krtice                    |
| Prva zapovjed             | Potreba                  | Krivulja učenja          | Zavadi pa vladaj         | Crveno nebo              | Mjesečari                | Revizije                 | Ikona                    | Moći koje jesu           | Nepozvani                 |
| Mrtvi Lazar               | Thorova kočija           | Tačka gledišta           | Pravi trenutak           | Ritual prolaska          | Ponor                    | Brod za spasavanje       | Avatar                   | Uporište                 | 200                       |
| Noxi                      | Poruka u boci            | Mrtvačeva zamjena        | Vodena vrata             | Breme zvijeri            | Zakulisne igre           | Neprijateljski rudnik    | Afinitet                 | Bog iz stroja            | Kontranapad               |
| Kratak život              | Porodica                 | Demoni                   | Prvi                     | Grobnica                 | Drugi momci              | Svemirska utrka          | Pogodba                  | Babilon                  | Podsjetnik smrti          |
| Thorov čekić              | Tajne                    | Ratna pravila            | Spaljena zemlja          | Između dvije vatre       | Odanost                  | Osvetnik 2.0             | Žrtve                    | Prototip                 | Družina lopova            |
| Tantalove muke            | Prokletstvo              | Vječnost u danu          | Ispod površine           | 2001                     | Lijek                    | Pravo na rođenje         | Kraj igre                | Peti konjanik (1.dio)    | Zadatak (1.dio)           |
| Krvna linija              | Tok'ra (1.dio)           | Prošlost i sadašnjost    | Tačka bez povratka       | Očajničke mjere          | Prometej                 | Evolucija (1.dio)        | Blizanke                 | Peti konjanik (2.dio)    | Zadatak (2.dio)           |
| Vatra i voda              | Tok'ra (2.dio)           | Jolinarina sjećanja      | Tangenta                 | Ekstremna crvotočina     | Neprirodan odabir        | Evolucija (2.dio)        | Odbjegli Prometej        | Kolateralna šteta        | Linija u pijesku          |
| Hathor                    | Duhovi                   | Vrag kojeg poznaješ      | Kletva                   | Dokazivanje              | Neviđen prizor           | Grace                    | Dobro je biti kralj      | Efekt talasanja          | Put kojim ne ideš         |
| Singularnost              | Ogledni kamen            | Uporište                 | Zmijin otrov             | 48 sati                  | Dim i ogledala           | Ispadanje                | Puna uzbuna              | Tvrđava                  | Pokrov                    |
| Cor-ai                    | Peta Rasa                | Pretvaranje              | Lančana reakcija         | Samit                    | Izgubljeni raj           | Chimera                  | Građanin Džo             | Ethon                    | Dar                       |
| Enigma                    | Stvar vremena            | Urgo                     | 2010                     | Posljednji otpor         | Metamorfoza              | Proglas smrti            | Obračun (1.dio)          | Pohlepa                  | Loši momci                |
| Osamljenost               | Odmor                    | Stotinu dana             | Apsolutna moć            | Kritična tačka           | Otkriće                  | Heroji (1.dio)           | Obračun (2.dio)          | Štetočine                | Talion                    |
| Limeni čovjek             | Zmijska pjesma           | Sive nijanse             | Svjetlost                | Ratnik                   | Napušten                 | Heroji (2.dio)           | Niti                     | Arthurov plašt           | Porodične veze            |
| Milošću Božjom            | Pogrešan korak           | Nova osnova              | Genij                    | Napast                   | Mjenjolik                | Uskrsnuće                | Moebius (1.dio)          | Krstaški rat             | Dominijum                 |
| Politika                  | Tužibabe                 | Materinski instinkt      | Entitet                  | Stražar                  | Memento                  | Inauguracija             | Moebius (2.dio)          | Kamelot                  | Beskrajnost               |
| U zmijskom leglu (1.dio)  | 1969                     | Kristalna lobanja        | Dvostruka opasnost       | Meridijan                | Predskazanje             | Izgubljeni grad (1.dio)  |                          |                          |                           |
|                           | Van uma                  | Suparnik                 | Egzodus                  | Otkriće                  | Puni krug                | Izgubljeni grad (2.dio)  |                          |                          |                           |

### Zvjezdana vrata
Objekat oko kojeg je bazirana serija se zove Zvjezdana vrata ((језик: енглески)). Osnovna funkcija Zvjezdanih vrata je da transportiraju ljude i objekte na udaljene planete uz pomoć vještački stvorene crvotočine. Vrata je napravila rasa Drevnih, i postavila ih na mnoge planete i mjesece u galaksiji.
Vrata okružuju simboli koji predstavljaju skice sazvežđa u galaksiji Mlečni put. Pravilnim odabirom 7 simbola koji čine adresu drugih vrata, uspostavlja se komunikacija između njih i stvara umjetna crvotočina. Maksimalno trajanje crvotočine je 38 minuta.Za biranje adrese drugih vrata koristi se uređaj poznatiji kao DHD ((језик: енглески)) ili Uređaj za zvanje. Putovanje kroz crvotočinu traje u proseeku 6 sekundi. Prilikom prolaska kroz crvotočinu tijelo ili objekt biva dezintegrisan da bi se ponovo bio materijalizovan u normalno stanje pri izlasku. Nakon što se proces zvanja izvrši dolazi do uspostavljanja stabilne crvotočine koji započinje sa izbacivanjem nestabilne energetske crvotočine nazvanom po onomatopeji zvuka koji proizvodi: "kawoosh" (naziv ulazi u upotrebu od epizode Krstaški rat) kroz vrata, a zatim se na vratima pojavljuje horizont događaja koji podsjeća na baru plavičaste vode.

#### Fizičke osobine Zvjezdanih vrata
- Materijal: Naquadah
- Prečnik: 6,7 m
- Težina: 29 000 kg

### Rase i vrste
Planete koje posjećuju glavni junaci u seriji imaju uglavnom slične uvjete za život kao Zemlja, pa su i vanzemaljske rase većinom humanoidne. Sa izuzetkom starih, visoko evoluiranih civilizacija poput Asgarda, te onih na niskom stepenu razvoja poput Unasa, ili vještački stvorenih poput Replikatora ili Dronova, većina rasa se vrlo lako mogu zamijeniti za ljude, jer im je fizionomija gotovo identična ljudskoj. Autori serije su to objasnili činjenicom da su Drevni "posijali" život na mnogo planeta u galaksiji Mliječni put, da bi se kasnije, njihovim evolutivnim razvojem iskristalisale rase koje se sreću u seriji.
Rase koje se pojavljuju u seriji su:
- Asgardi
- Tolanci
- Drevni
- Noksi
- Tok'ra
- Goa'uldi
- Oriji
- Replikatori
- Unasi
- Ljudi
- Dronovi
- Jaffe
- Re'tu
- Serakin
- Salish duhovi
- Jedinstvo
- Vrsta sa PJ2-445

## Spoljašnje veze
- Медији везани за чланак Zvezdana kapija SG-1 на Викимедијиној остави
- Zvezdana kapija SG-1 на веб-сајту  (језик: енглески)
- sfcentar.com
- stargate.mgm.com Архивирано на веб-сајту  (13. октобар 2010)
- gateworld.net
- SciFi Channel Stargate Websajt Архивирано на веб-сајту  (10. април 2014)